# Macerata
Macerata () è un comune italiano di 40 642 abitanti, capoluogo della provincia omonima nelle Marche.

## Geografia fisica

### Territorio
La città sorge su un colle, il monte Albano, a 315 metri s.l.m. tra la vallata del fiume Potenza a nord e quella del fiume Chienti a sud; è situata a 30 km a ovest del mare Adriatico e a circa 60 km a ovest dell'Appennino umbro-marchigiano.

### Clima
Il clima di Macerata è tipico dell'area collinare dell'interno delle Marche e presenta sia elementi mediterranei che elementi continentali. L'influenza del mare ha il suo peso, trovandosi Macerata a soli 30 km dalla costa, ma è significativa la pur modesta altitudine (315 m) e la relativa prossimità dei rilievi appenninici. L'inverno è solitamente piuttosto freddo e abbastanza piovoso. Le nebbie sono tutt'altro che infrequenti e le nevicate, pur non verificandosi molto spesso, sono a volte assai intense e abbondanti (v. quelle eccezionali del gennaio 2005 e febbraio 2012, con accumuli intorno al metro). Le maggiori precipitazioni nevose si hanno con irruzioni fredde dai vicini Balcani, ossia da est-nord/est. Ma anche perturbazioni da nord o nord/ovest sono in grado di causare cadute di neve, talvolta cospicue. Pure nel pieno dell'inverno non mancano periodi miti e soleggiati, che associati al garbino possono portare a massime intorno ai + 15 / + 20 °C.
Le stagioni intermedie sono in genere ricche di precipitazioni e piuttosto variabili. Nevicate e gelate tardive possono verificarsi fin nel mese di aprile, mentre in autunno non mancano né freddi precoci né scampoli d'estate. La stagione estiva va di norma da giugno a settembre ed è calda e piuttosto soleggiata. L'afa è meno intensa che sulla costa, ma non mancano periodi di caldo intenso. Anche le minime si mantengono elevate, specie in collina e nel centro della città. I temporali pomeridiano-serali, in genere provenienti dalle zone appenniniche, sono frequenti nelle parentesi estive caratterizzate da spiccata instabilità, le quali in genere diventano più intense e prolungate durante il mese di agosto.

## Storia
Generalmente l'origine di Macerata viene fatta risalire alla città romana Helvia Recina, evoluzione di una preesistente città italica forse del III secolo a.C. abitata dai Piceni. I resti del teatro romano del II secolo d.C. sono oggi la testimonianza più importante dell'antica città ed evidenziano la prosperità dell'insediamento; nel IV o V secolo le invasioni dei Goti costrinsero la maggior parte dei ricinesi a spostarsi sulle colline dove furono fondati i centri medievali di Macerata e Recanati. Il Comune di Macerata nasce il 29 agosto 1138.
Nel 1320 la decisione di papa Giovanni XII di concedere a Macerata la sede vescovile comportò per la città sia un aumento della popolazione sia un aumento dell’importanza politica grazie alla fedeltà allo Stato Pontificio. Nella seconda metà del XIII sec. quasi ovunque gli ordinamenti comunali si trasformarono in signorie e questo avvenne anche a Macerata, l'esercizio del potere passò nelle mani di un solo individuo rappresentante delle forze borghesi.
Il XVI secolo fu il periodo d'oro della città, la vita cittadina fu caratterizzata da un fiorente livello sia politico che economico, furono conclusi i lavori alla cinta muraria e fu ristrutturata la piazza centrale. Il secolo si conclude con una città completamente trasformata sia a livello edilizio che a livello urbanistico in senso stretto e soprattutto la città è in netta espansione. Da ricordare che nel fervore culturale che vide nascere in Italia in questo secolo tante accademie culturali, il 2 luglio 1574 Gerolamo Zoppio - professore di poetica, retorica e filosofia morale nell'Università di Macerata, noto per i suoi studi su Dante e sul Petrarca - fondò l'Accademia dei Catenati.
Nel XVII secolo l'accentramento dei poteri a Roma, provocato dalla bolla papale De Bono Regimine di papa Clemente VIII nel 1592, si fece risentire, a distanza di anni, anche a livello di vicinanza allo Stato Pontificio; all'interno della classe borghese, che negli anni si era rinforzata, stavano attecchendo le prime idee illuministiche che venivano dall'estero, combattute con molta foga dal clero. Il secolo si chiuse con l'arrivo dell'esercito napoleonico, che era sceso in Italia ed aveva occupato anche le Marche; l'evento portò grande entusiasmo tra i borghesi e tra alcuni popolani, perché vedevano concretizzate le loro idee di giustizia e di libertà. Dopo alcuni momenti, vista anche la soppressione degli ordini religiosi e la forte pressione fiscale, l'entusiasmo si trasformò in un forte sentimento di reazione, che nel 1799 sfociò in un duro moto che costrinse le truppe napoleoniche a fuggire dalla città. Queste però tornarono più forti di prima e dopo cinque giorni di battaglia, il 5 luglio, riuscirono a fare una breccia e a entrare dandosi al saccheggio.
Molti maceratesi presero parte nel XIX secolo alle campagne per l'indipendenza dell'Italia. Il 1º gennaio 1849 la città fu interessata dalla venuta di Giuseppe Garibaldi e della sua legione. Nello stesso mese cominciò la campagna elettorale, pubblicizzata dal governo della Repubblica con l'eliminazione dell'opprimente tassa sul macinato. I cittadini maceratesi accolsero la pubblicazione dei decreti che sancivano le future elezioni con entusiasmo, votando anche lo stesso Garibaldi che però, con 2 069 voti, arrivò solo tredicesimo. Tra l'estate e l'autunno 1859 il movimento liberale maceratese andò rafforzandosi a seguito del tentativo di Garibaldi di annettere l'Italia centrale. Questi fu poi bloccato da Vittorio Emanuele II a causa dell'ostilità dei governi toscano e romagnolo.
Comunque durante questo periodo i liberali maceratesi avevano guadagnato molti consensi dai cittadini, a partire dalla nobiltà e dalla borghesia fino alle classi più basse, ai preti e parte dell'arma dei carabinieri. Il 9 ottobre 1860 Vittorio Emanuele II giunse a Macerata accolto da grandi festeggiamenti e dal commissario a capo della città, Luigi Tegas. Le votazioni, riguardanti l'annessione allo Stato liberale o la permanenza nello Stato Pontificio, si svolsero tra il 4 e il 5 novembre di quell'anno. Il voto espresse una pressoché totale aderenza agli ideali del Regno di Sardegna: su 4127 voti totali infatti il 99,44% di essi accolse favorevolmente l'annessione al Regno d'Italia. Essa si realizzò il 17 dicembre 1860, con un decreto firmato a Napoli da Vittorio Emanuele II.
Con l'avvento del fascismo, anche a Macerata, ci furono gravi problemi di ordine pubblico per motivi politici; infatti dopo la marcia su Roma i fascisti anche in città presero il potere e diedero la caccia ai socialisti. Negli anni successivi due podestà moderati (Benignetti e Magnalbò) evitarono gravi atti di intolleranza e promossero opere pubbliche. Macerata venne definitivamente liberata il 30 giugno 1944 dai partigiani delle Bande Nicolò del comandante Augusto Pantanetti. L'economia torna a girare soprattutto grazie all'agricoltura, al commercio e al terziario vero motore economico della città nel XX secolo. Intorno agli anni cinquanta il problema principale fu quello di trovare un tetto per i moltissimi sfollati così si ampliarono diverse zone (le Casette, le Fosse, Ficana e le Vergini) e si crearono nuovi quartieri popolari come: la Pace, le Casermette (cioè San Francesco), il rione Marche e nei decenni successivi le Due Fonti, Collevario e Colleverde. Negli anni ottanta la città tocca il suo massimo picco demografico grazie anche all'edificazione di case popolari a Piediripa, Sforzacosta e Villa Potenza.

### Simboli
Lo stemma e il gonfalone sono stati riconosciuti con decreto del capo del governo del 17 giugno 1941.
Il gonfalone è un drappo inquartato: nel primo e nel quarto di bianco; nel secondo e terzo di rosso.
La bandiera comunale è un drappo partito di bianco e di rosso caricato dello stemma comunale sulla partizione.

### Onorificenze

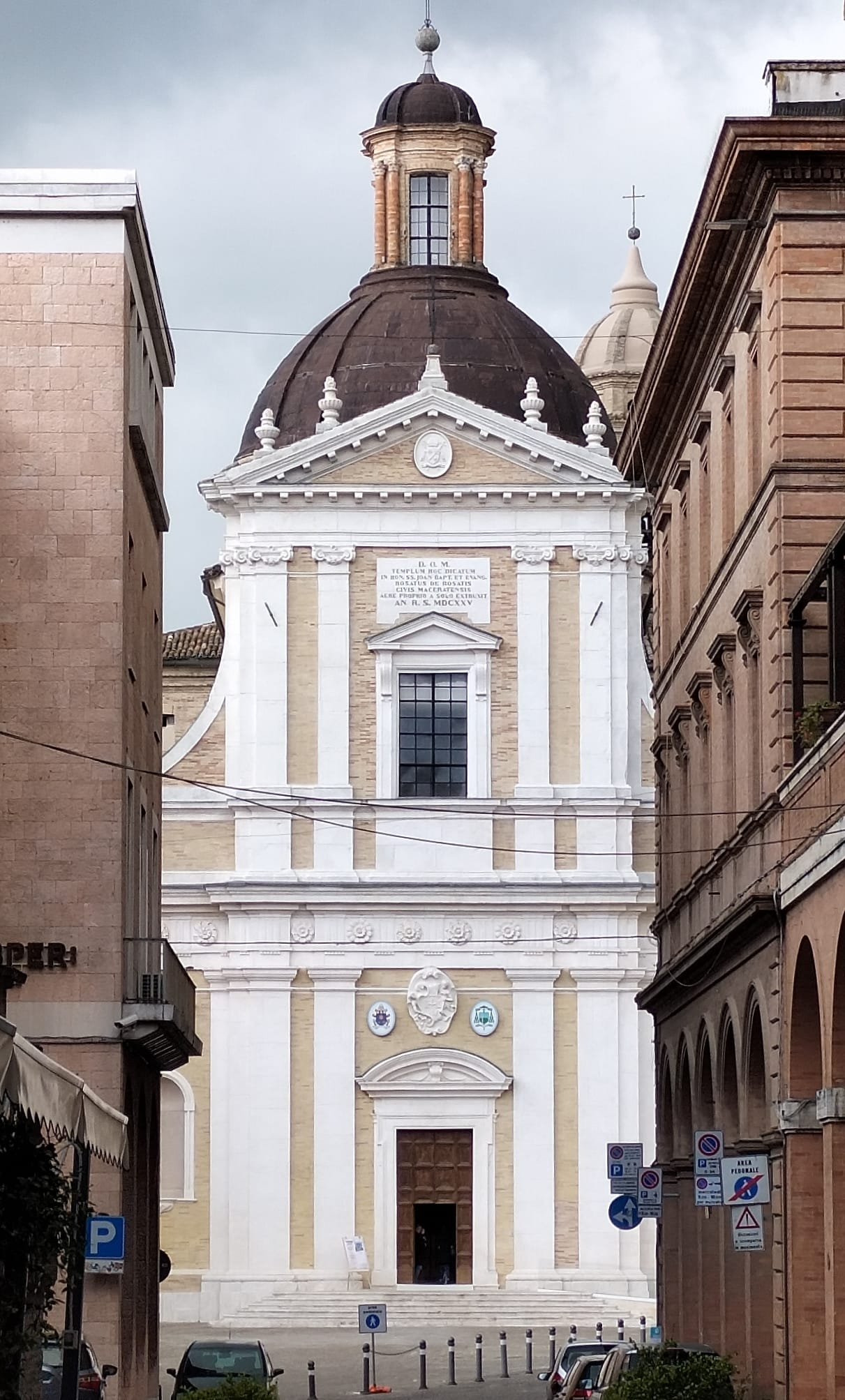
Corso della Repubblica e la cattedrale di San Giovanni

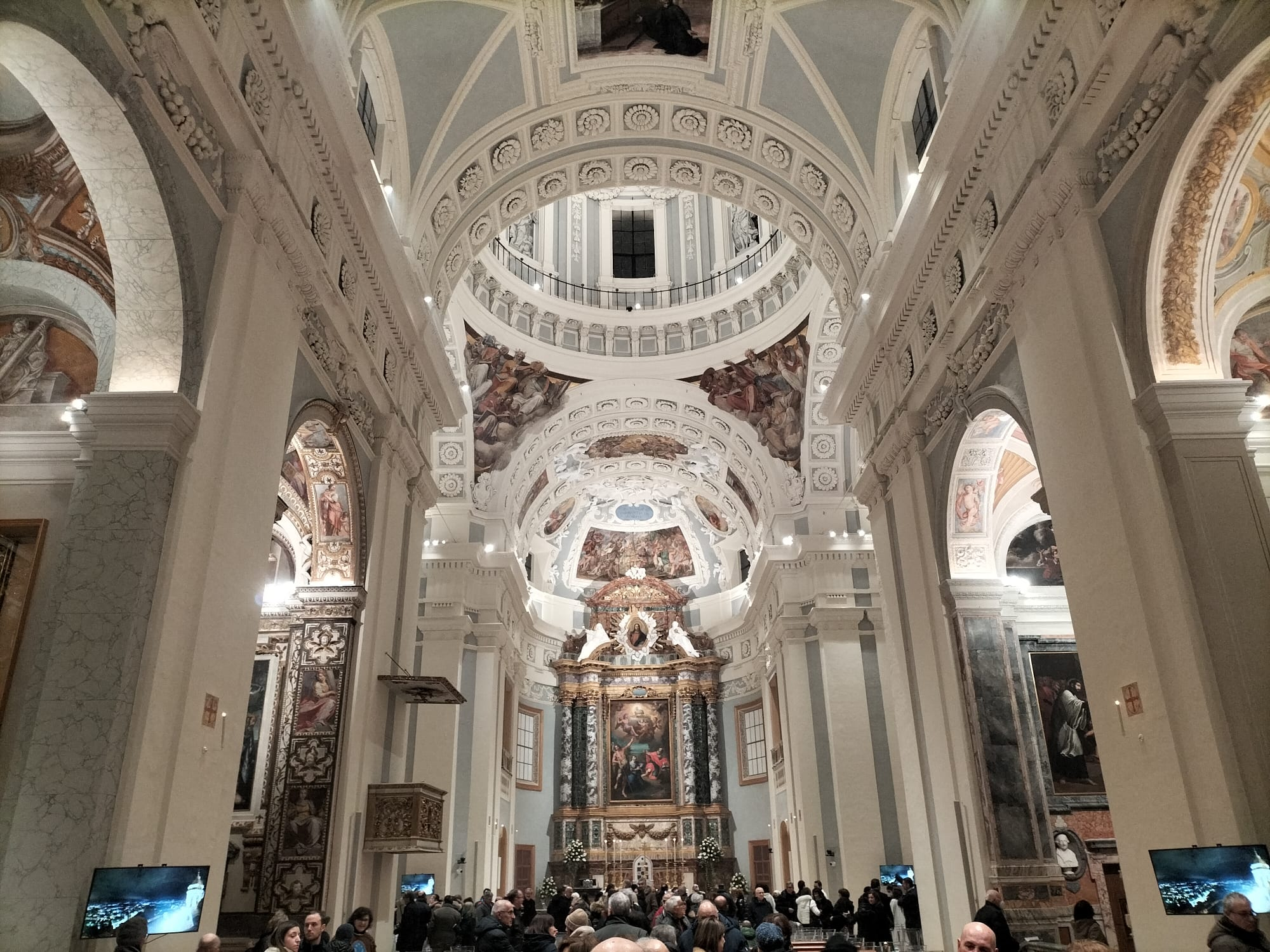
Interno della Cattedrale San Giovanni Macerata

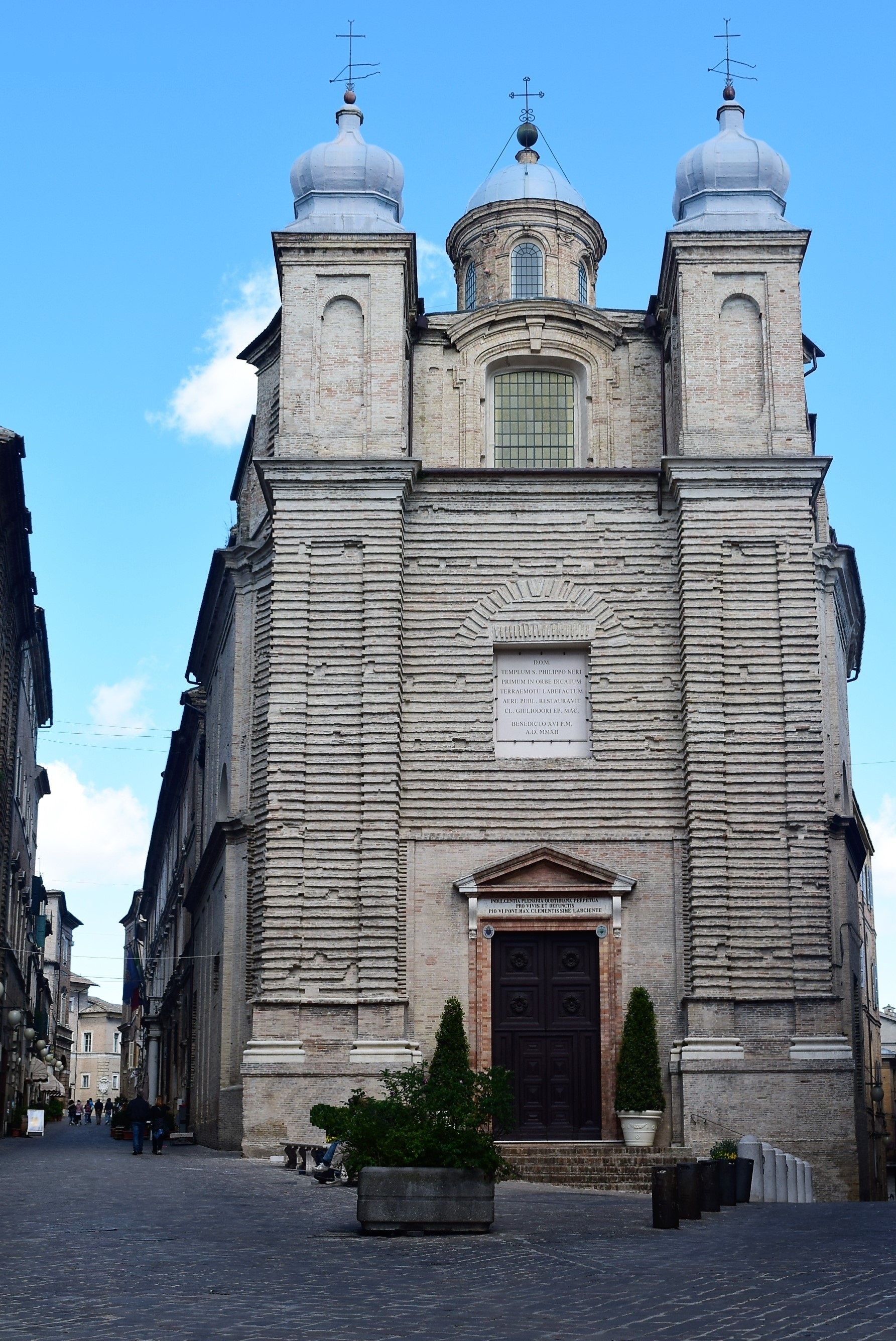
Chiesa di San Filippo Neri.

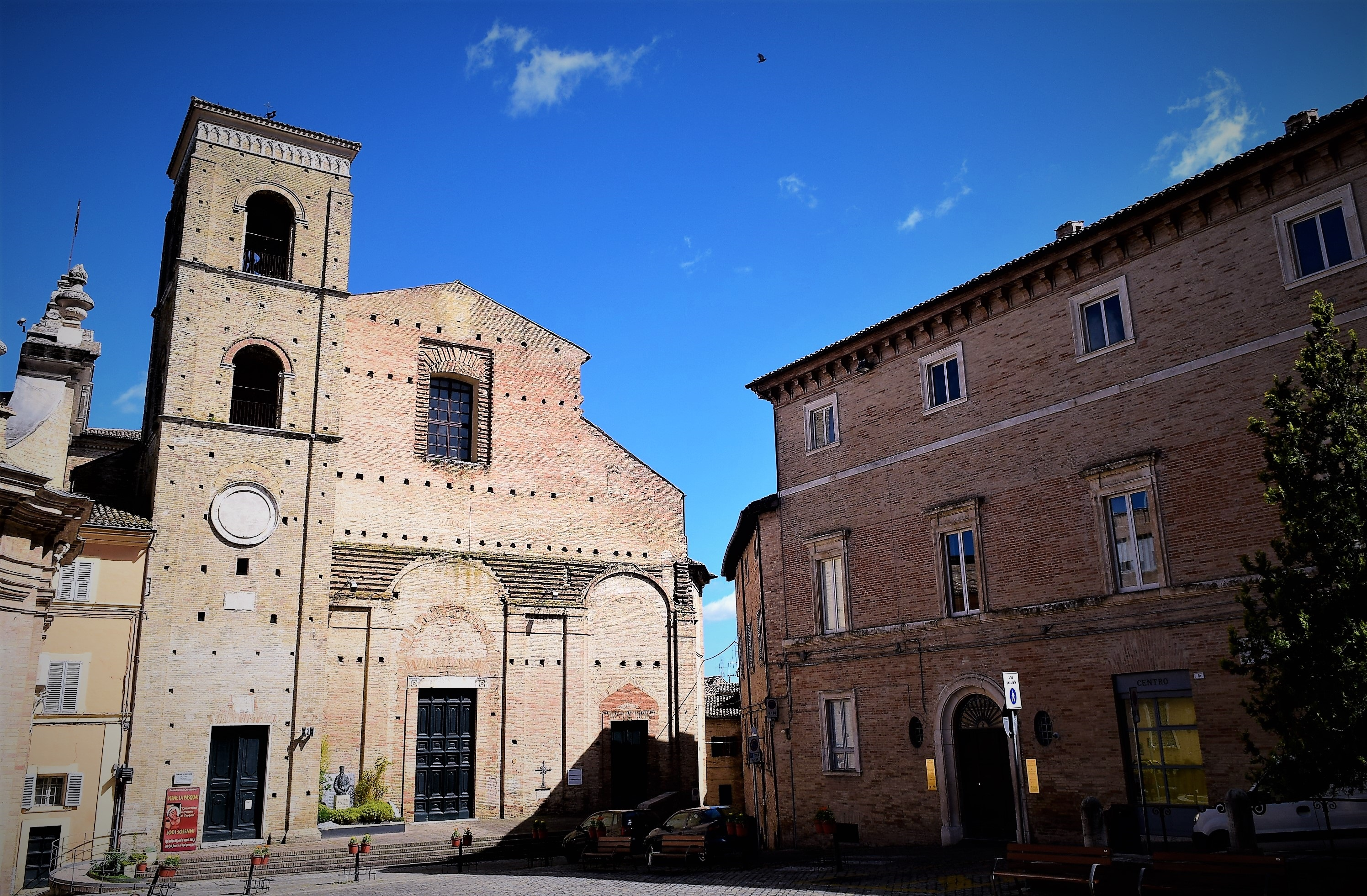
Facciata dell'ex duomo di Macerata

## Monumenti e luoghi d'interesse

### Architetture religiose
- Cattedrale di San Giovanni. Dedicata ai Santi Giovanni Battista e Giovanni Evangelista su progetto di Rosato Rosati, venne eretta nel 1600 per volere dei Gesuiti. La consacrazione avvenne nel 1721. Caratteristica è l'imponente cupola, l'interno è a navata unica con sei cappelle laterali.[11] Riaperta e riconsacrata nel dicembre 2022, è la cattedrale della diocesi di Macerata.
- Duomo di San Giuliano. Dedicata al patrono della città, è stata la cattedrale della diocesi fino al 6 febbraio 2023.
- Basilica di Santa Maria della Misericordia
- Chiesa di San Filippo Neri
- Chiesa di Santa Maria della Porta
- Chiesa di Santa Maria delle Vergini
- Ex Chiesa di San Paolo[12] ed Ex Convento dei Barnabiti.[13]
- Chiesa di San Liberato o di Santa Maria Incoronata, costruita nel Trecento intorno ad un'edicola affrescata con all'immagine di San Liberato (Pietro da Macerata) poi sostituita intorno al 1515 - 1520 con una Santa Maria Incoronata eseguita da Lorenzo di Giovanni de Carris, oggi quasi completamente ridipinta, da cui la chiesa, ricostruita dal 1520, prese il secondo nome.[14] In chiesa sono altri affreschi votivi di Lorenzo di Giovanni, come un San Francesco frammentario in controfacciata, datato 1532 nell'iscrizione, uno con San Raffaele, Arcangelo, Tobiolo e San Biagio, un altro con una Crocifissione tra i Santi Nicola di Bari, Giuliano e Maria Maddalena, probabilmente tutti riferibili allo stesso momento.[15] Un'altra Crocifissione tra i santi Rocco e Sebastiano sulla parete accanto all’affresco con Raffaele e Tobiolo è stata attribuita a Giovenale da Narni e, più recentemente, allo stesso Lorenzo di Giovanni alla metà degli anni trenta del Cinquecento.[16]
- Chiesa di Santo Stefano, costruita dai Cappuccini nel 1544, poi ricostruita tra il 1665 e il 1682, quando si decise di portare all'interno un'immagine ad affresco molto venerato con la Madonna col Bambino tra i santi Giuliano e Rocco realizzato da Lorenzo di Giovanni de Carris come ex voto contro pestilenze, l’invasione dei francesi e, pare, anche delle cavallette in precedenza posto in un’edicola viaria.[17] Nella cappella di Santa Maria della Fede sono due tele con Angeli con i simboli dell'Immacolata Concezione, presumibilmente dipinte per affiancare un'immagine mariana, forse lauretana, firmate e datate 1604 da Marcello Gobbi, allievo del Boscoli e realizzate per il fiorentino Gino Capponi, allora Tesoriere della Marca.[18]
- Chiesa di San Giorgio - È una delle più antiche della città, documenti fanno risalire l'edificio al 1268. Nel 1542 il Comune ricostruì la chiesa eliminando il portico anteriore, successivi interventi completati nel 1845 portano all'attuale facciata su progetto di Agostino Benedettelli.[11]
- Chiesa di Santa Maria della Pace
- Chiesa di San Michele Arcangelo
- Chiesa di San Francesco
- Chiesa di Santa Madre di Dio
- Chiesa del Sacro Cuore
- Chiesa di Santa Croce
- Ex chiesa dei Cappuccini, ora cappella dell'ospedale civile, conserva all'altare maggiore una pala firmata da Bernardino Nocchi e datata 1804 raffigurante l'Immacolata Concezione.[19]
- Ex Convento di San Vincenzo[20] con annessa chiesa a pianta centrale[21]. Ora il complesso, restaurato, è una delle sedi dell'Accademia di Belle Arti di Macerata. La chiesa, sconsacrata, è diventata l'aula magna-auditorium dell'Accademia.[22]

### Architetture civili

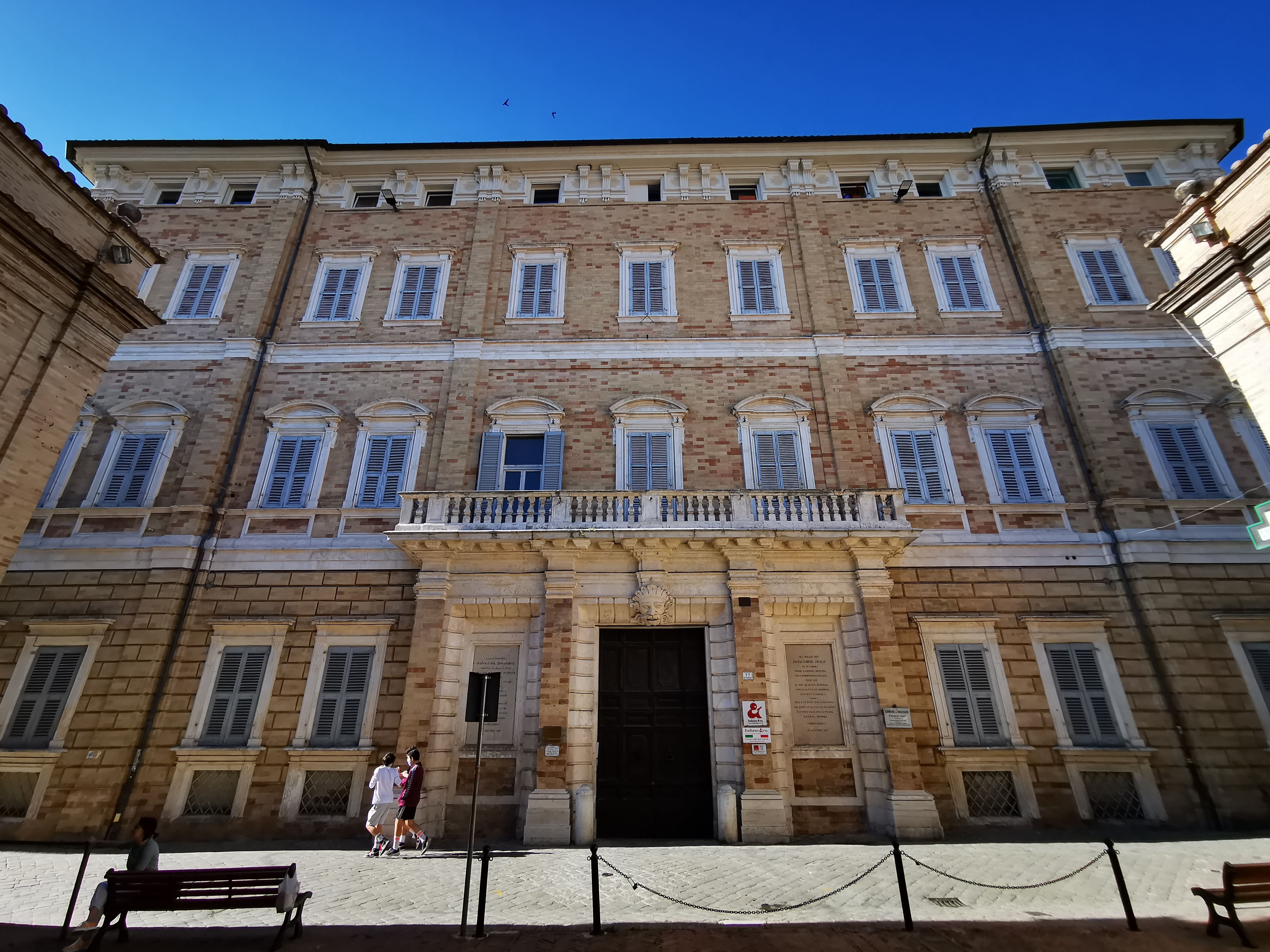
Palazzo Torri

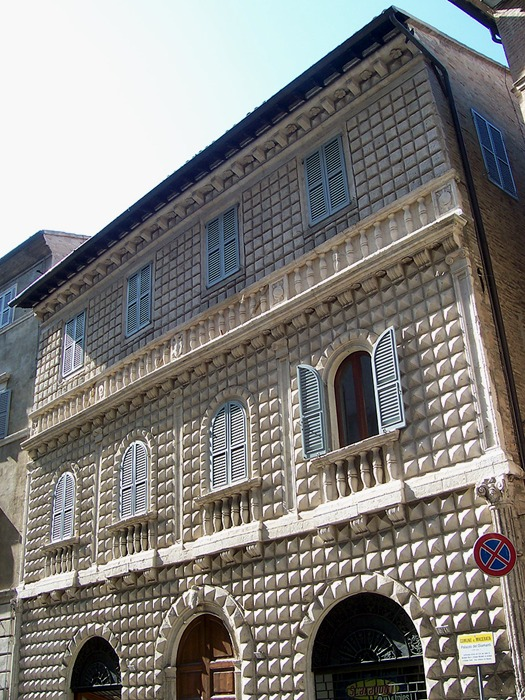
Palazzo della Banca d’Italia già Palazzo Mozzi, o Mozzi-Ferri, o Palazzo dei Diamanti.

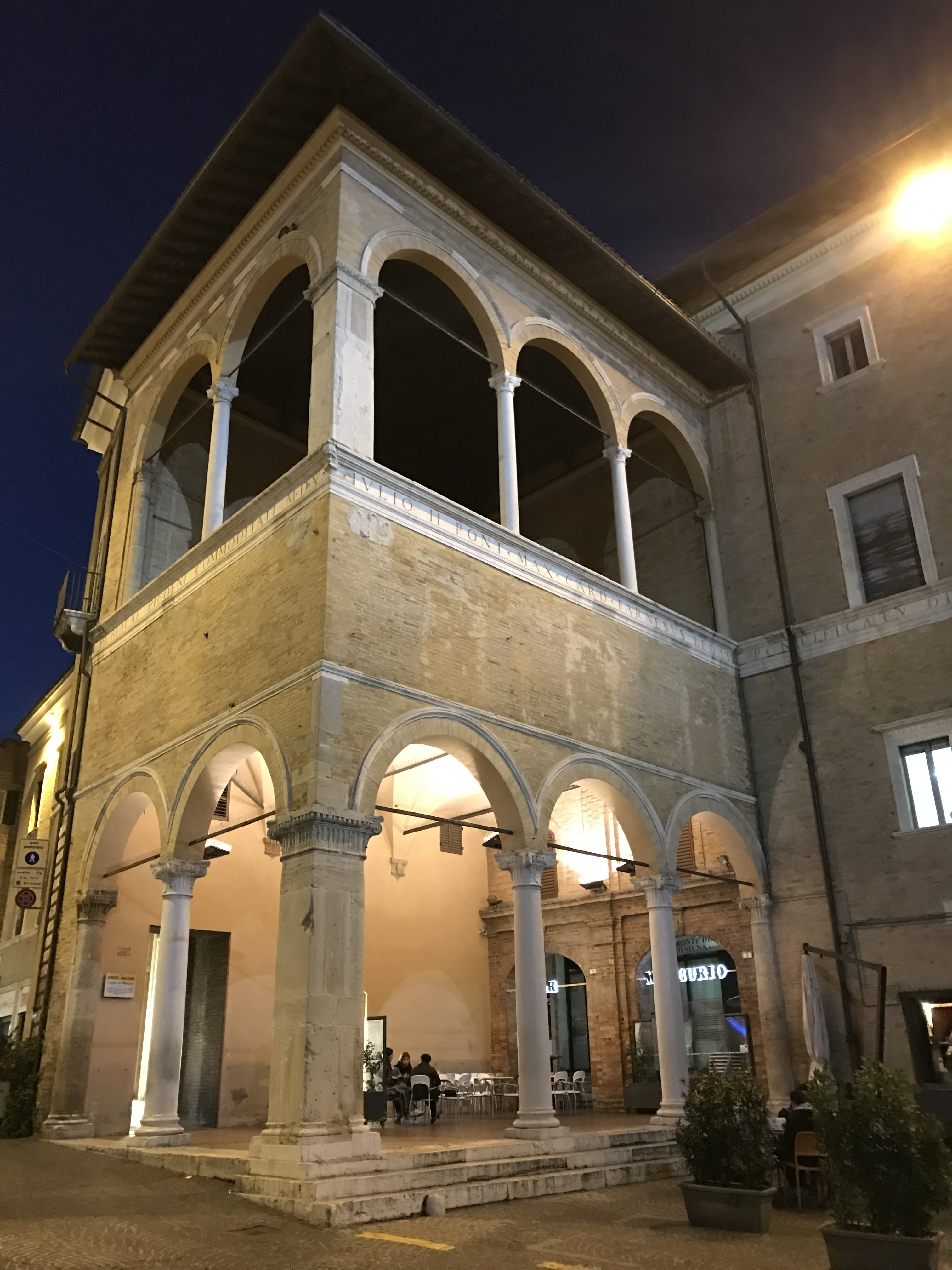
La Loggia dei Mercanti in Piazza della Libertà

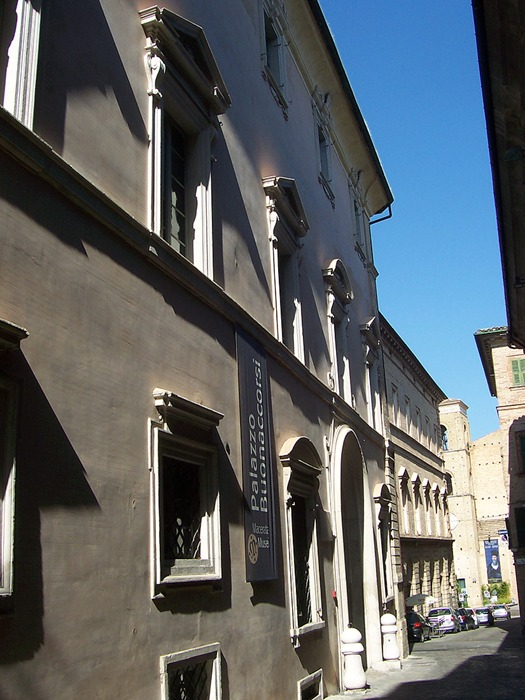
Palazzo Buonaccorsi sede di molte mostre

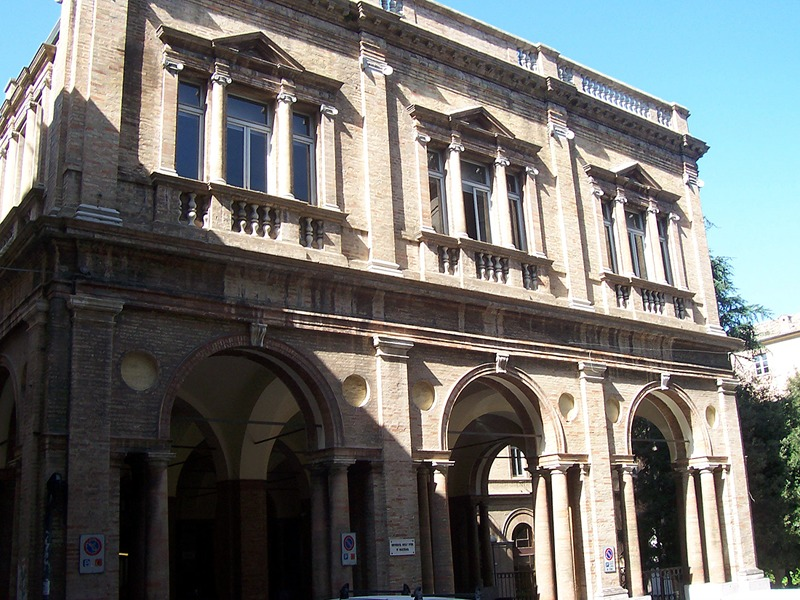
Loggia del grano

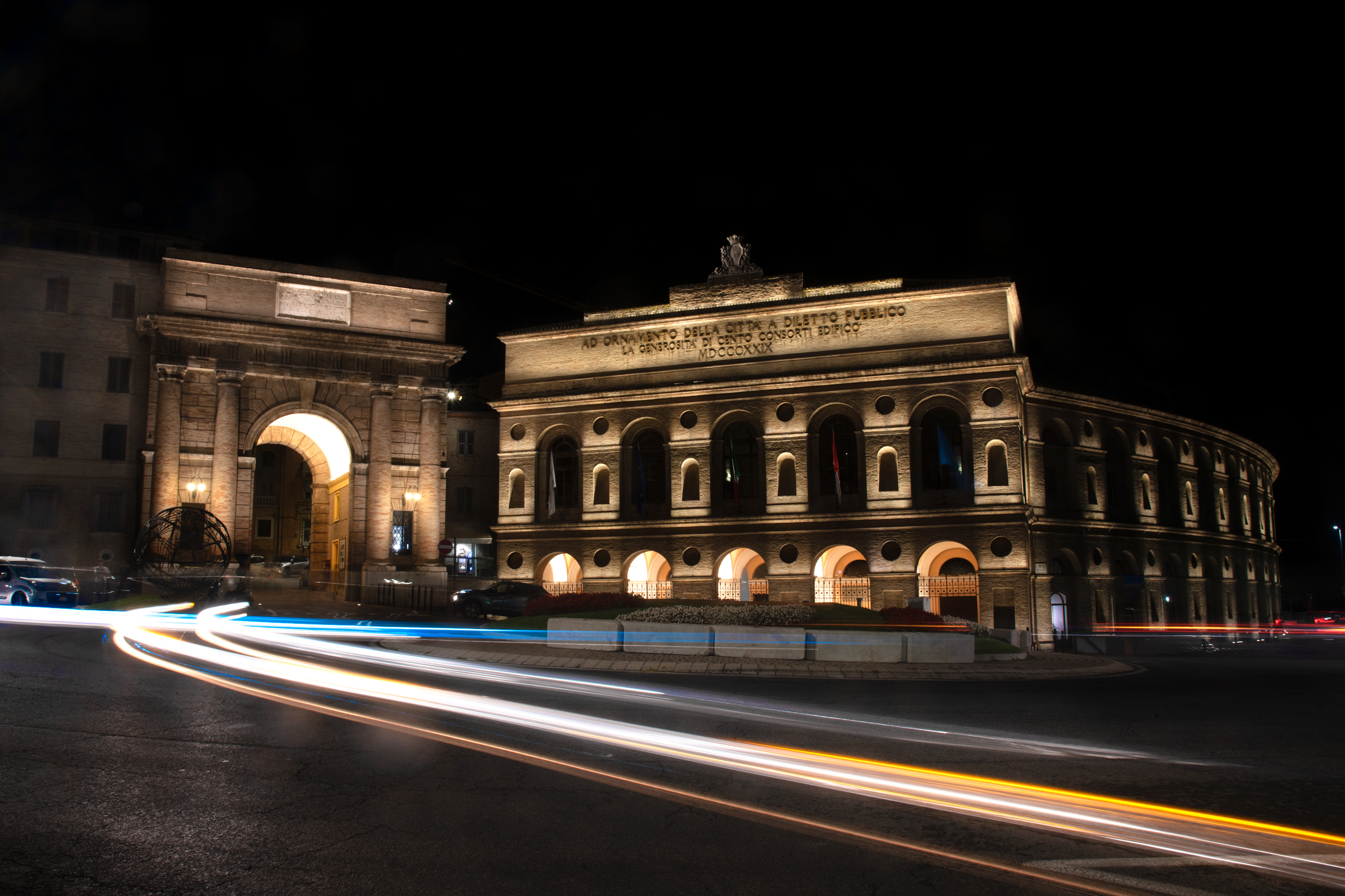
Arena Sferisterio

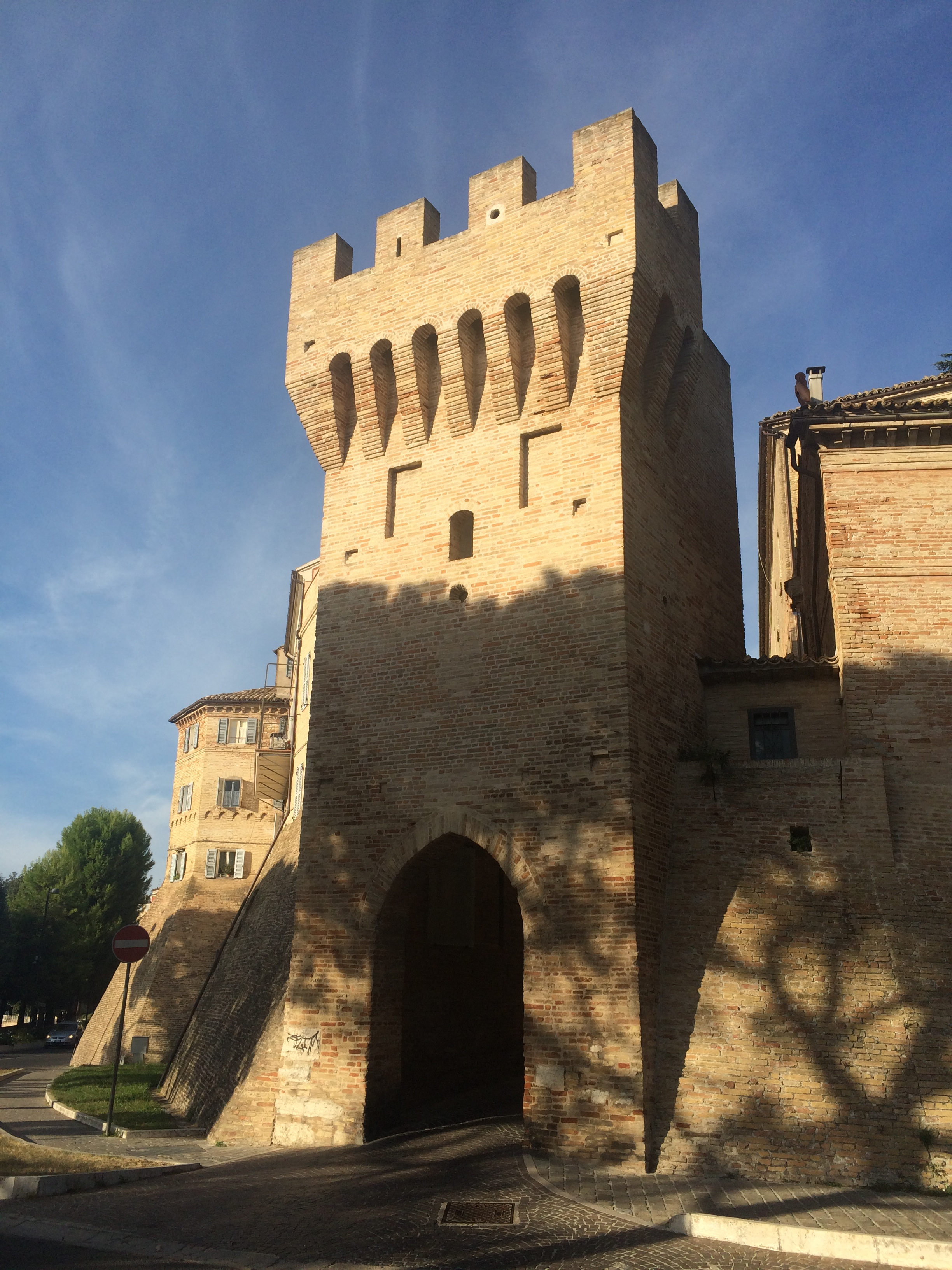
Porta Montana

#### Palazzi
- Autopalazzo: l'Autopalazzo (detto anche Palace o Garage Perogio) è un edificio in stile liberty realizzato in aderenza alle mura ovest di Macerata. L'edificio fu terminato nel 1911 su disegno dell’ingegnere Ugo Cantalamessa come officina polifunzionale. Dal 2014, dopo un breve periodo di chiusura, ospita gli uffici della Confcommercio.
- Ex Casa del Fascio.[23]
- Loggia del grano: L'area su cui sorge l'edificio prima ospitava la chiesa di Santa Maria del Suffragio, completamente distrutta da un incendio nel 1832. È opera di un artista locale, Agostino Benedettelli che, nel 1841, la edificò come "Borsa" per il commercio del grano e della seta.[24]. Attualmente ospita il Dipartimento di Scienze politiche, della Comunicazione e delle Relazioni internazionali di UNIMC.[25]
- Loggia dei Mercanti: è un edificio storico situato nella Piazza della libertà. Originariamente era destinata ad ospitare la stadera comunale per pesare il grano, ma fu anche luogo di contrattazione ed esposizione di merci.
- Palazzo Buonaccorsi.
- Palazzo Carradori[26].
- Palazzo Ciccolini. Il Palazzo, si trova nel centro storico della città, oggi è sede universitaria. Al suo interno vi è una ricca decorazione pittorica del XVI secolo, in passato era attribuita all’artista bolognese Pellegrino Tibaldi ma in parte ricondotta per via documentaria ai pittori Giuliano di Camillo da Cingoli e Leonardo da Borgo Sansepolcroa. A Palazzo Ciccolini si svolgevano le riunioni dell’Accademia dei Catenati.[27]
- Palazzo della Banca d’Italia. L'edificio si è creato dal collegamento degli ambienti interni da parte della banca d'italia di edifici presistenti adiacenti tra loro: Palazzo Mozzi, Palazzo Silvestri[28] e Palazzo Rotelli Lazzarini[29]. Nel 2024 l'intero complesso è stato acquisito da UNIMC.[30]
- Palazzo Compagnoni Marefoschi
- Palazzo del Convitto Nazionale[31]
- Palazzo Conventati[32]
- Palazzo De Vico Ubaldini[33]
- Palazzo del Governo
- Palazzo Galeotti. Il Palazzo oggi appartiene alla Fondazione Carima, di cui ha ospitato la sede dalle origini al 2005. E'stato poi Concesso in comodato d’uso all’ Accademia di Belle Arti di Macerata.[34] Al piano terra è stata creata la sede della GABA - Galleria Accademia Belle Arti di Macerata che organizza un ciclo costante di mostre ed eventi con i protagonisti dell’arte visiva contemporanea.[35]
- Ex Palazzo di giustizia: È un pregevole edificio che nei secoli XVII-XVIII ospitava il Monastero di Santa Chiara, con annessa chiesa omonima oggi adibita a sala di lettura.[36] Nel 1808 la chiesa e il monastero, in seguito alle soppressioni napoleoniche, venivano trasferiti al demanio e trasformati in Palazzo di Giustizia e carcere giudiziario,[37] funzione che l’edificio ha conservato fino agli anni Sessanta del secolo scorso, con l’antica cappella seicentesca del monastero utilizzata come aula della Corte d’Assise. Dopo un intervento di ristrutturazione ad opera dell’Università di Macerata, attualmente ospita il Dipartimento di Studi Umanistici e il Dipartimento di Giurisprudenza di UNIMC mentre il piano ammezzato è diventato sede della Biblioteca Statale di Macerata.[38]
- Palazzo del mutilato[39]
- Palazzo degli Studi
- Palazzo della Provincia.[40]
- Palazzo Palmucci dei Pellicani e Teatro della Filarmonica[41]
- Palazzo Romani-Adami. Il Palazzo è il risultato dell’unione di più immobili come è ancora leggibile sul prospetto principale. A partire dal 1911 l’immobile viene acquistato da istituti bancarie, per poi passare in seguito alla Cassa di risparmio della provincia di Macerata. Dal 2001 Palazzo Romani-Adami entra a far parte del patrimonio della Fondazione Carima che, dopo un importante progetto di recupero architettonico, vi stabilisce la propria sede.[42] Successivamente è stato concesso in comodato d’uso all’ Università di Macerata.[43]
- Palazzo Ricci[44]
- Palazzo Torri[45]
- Palazzo Ugolini: È il primo esempio di architettura neoclassica a macerata. Lo progettò, nel 1793, per i marchesi Ugolini Giuseppe Valadier autore anche della sistemazione della romana Piazza del Popolo.[46].Attualmente ospita il Dipartimento di Studi Umanistici - Lingue, Mediazione, Storia, Lettere, Filosofia di UNIMC.[25]
- Ex Seminario di Macerata: L'edificio sorge nella zona più antica di Macerata, un tempo occupata dalla chiesa e dal convento di S. Agostino, di cui si ha notizia fin dal XIII secolo. Dopo la soppressione napoleonica l'edificio fu ceduto da Pio VII al Vescovo San Vincenzo Maria Strambi, che lo trasformò in seminario.[47]. Attualmente ospita il Dipartimento di Economia e Diritto di UNIMC.[25]

#### Ville
- Villa Cola[48].
- Villa Compagnoni delle Lune a Cimarella
- Villa Giorgini[49].
- Villa Boschetto Ricci

#### Teatri
- Sferisterio di Macerata: lo Sferisterio di Macerata è un teatro all'aperto situato nel centro storico di Macerata. Un'arena semicircolare originariamente destinata al gioco del pallone col bracciale, successivamente riadattata a location per concerti e teatro d'opera, l'unico all'aperto con i palchi, di acustica definita perfetta da cantanti e direttori d'orchestra, e sede di taluni festival culturali.[50] L'edificio è stato progettato nel 1823 dall'architetto neoclassico Ireneo Aleandri (progettista, tra l'altro, del viadotto dell'Ariccia e del Teatro Nuovo "Gian Carlo Menotti" di Spoleto). Ha una capienza massima di circa 2500 posti (fino a 3000, includendo la balconata) e dal 1967 è noto per la stagione lirica estiva, trasformata nello "Sferisterio Opera Festival" nel 2006 dall'allora direttore artistico Pier Luigi Pizzi, e nel 2012 in "Macerata Opera Festival", dal direttore artistico Francesco Micheli, in carica fino al 2017.
- Teatro Lauro Rossi
- Teatro romano di Helvia Recina

#### Vie e Piazze

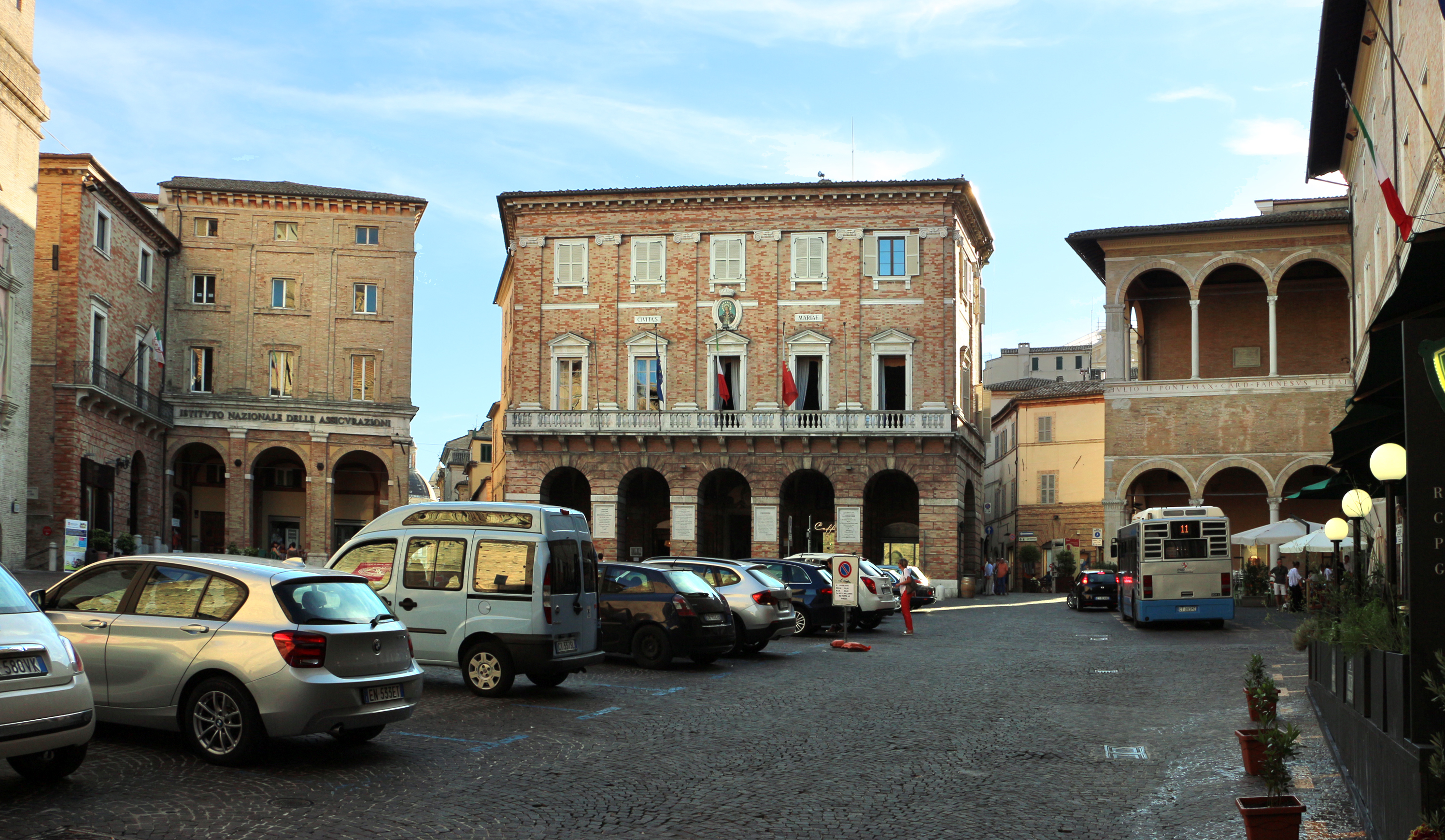
Piazza della Libertà.

- Piazza della Libertà. Da sempre centro della vita cittadina, vi si affacciano le principali architetture civili della città.
- Corso Cairoli.

#### Fontane e monumenti
- Fonte maggiore. Risalente al 1326 su disegno di Mastro Marabeo e del fratello Domenico.[11]
- I Cancelli. Cancellata in ghisa opera di Rodolfo Buccolini posta tra due edifici gemelli progettati dall'ing Agostino Benedettelli.[11]
- Monumento della Vittoria.[51].
- Torre civica (Torre dei Tempi) con orologio astronomico.
- Aula magna dell'Università di Macerata

### Architetture militari
- Cinta muraria di Macerata[52].
  - Porta del Mercato[53].
  - Porta Montana[54].
  - Porta San Giuliano[55].
- Ex Caserma Filippo Corridoni[56][57].
- Ex Caserma Castelfidardo.[58] Nella parte superstite della ex caserma, nel corpo posteriore, vi è stata spostata nel dopoguerra la sede del Liceo classico Giacomo Leopardi di Macerata.[59]

### Aree archeologiche

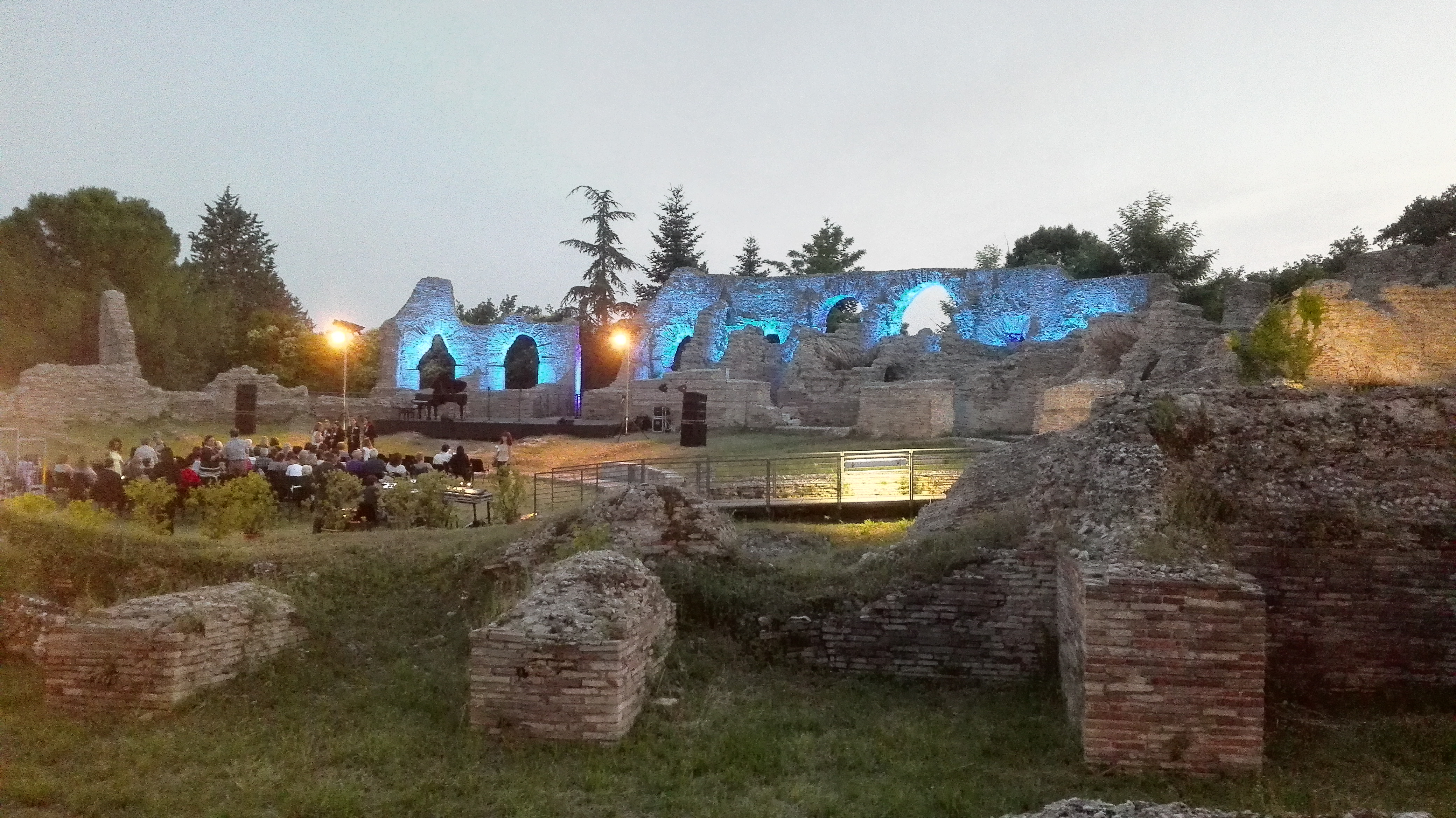
Rovine romane del teatro di Helvia Recina.

- Area archeologica della città romana di Helvia Recina

### Aree naturali
- Giardini Diaz[60]
- Parco di Fontescodella
- Parco di Villa Cozza
- Villa Lauri ed il suo parco.[61]

### Borghi
- Borgo Villa Ficana

## Società

### Evoluzione demografica

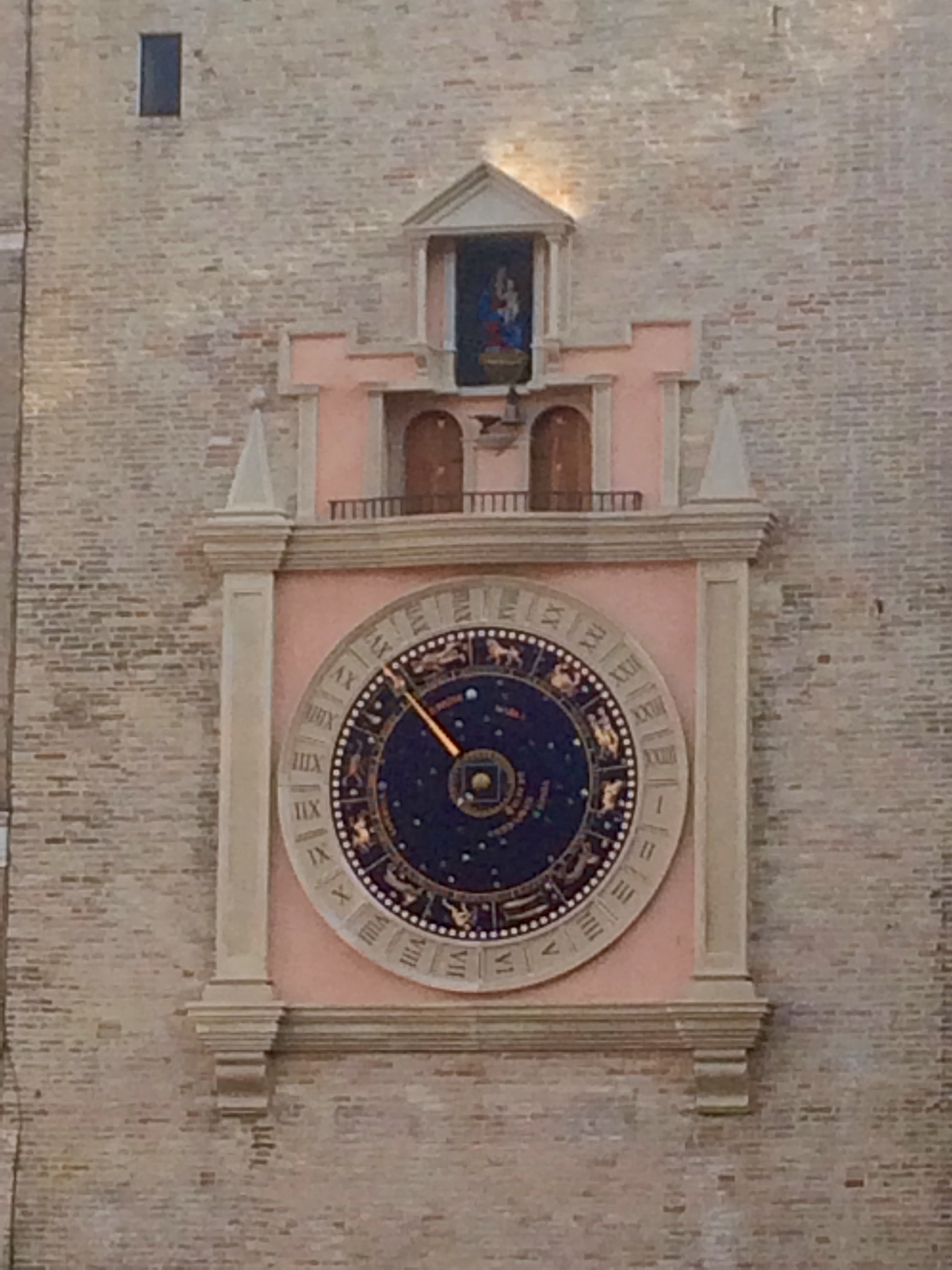
Orologio planetario della torre con il suo carosello.

Abitanti censiti

### Etnie e minoranze straniere
Al 31 dicembre 2023 gli stranieri residenti nel comune erano 4855, ovvero l'11,18% della popolazione. Di seguito sono riportati i gruppi più consistenti:
- Romania 475
- Perù 376
- Nigeria 341
- Marocco 249
- Pakistan 237
- Ucraina 219
- Macedonia del Nord 210
- Cina 198
- Afghanistan 177
- Tunisia 150

### Tradizioni e folclore
Pistacóppi è il nome con cui vengono chiamati i piccioni di Macerata e, come conseguenza, questo è divenuto un soprannome scherzoso dei maceratesi. Un altro tradizionale appellativo dei maceratesi è quello di vrugnulù (prugne). Sebbene questi appellativi facciano parte della tradizione orale non mancano pubblicazioni che ne attestano l'uso conclamato.

## Cultura
Macerata aderisce all'Associazione delle città d'arte e cultura. La rassegna di Nuova Musica, giunta alla XXX edizione, fu fondata da Stefano Scodanibbio. È da segnalare la stagione lirica nell'originale sferisterio che si tiene durante il periodo estivo; il teatro ospita anche la manifestazione musicale Musicultura. Il Centro studi "Carlo Balelli" per la storia della fotografia, fondato nel 2009, ha sede a Macerata e si occupa della valorizzazione dei Fondi Balelli e del patrimonio storico-fotografico della regione Marche. Da Macerata parte l'annuale pellegrinaggio votivo verso la basilica della Santa Casa di Loreto. A Macerata hanno sede alcune case editrici come Liberilibri, la casa editrice Quodlibet, Giometti&Antonello, Ephemeria.

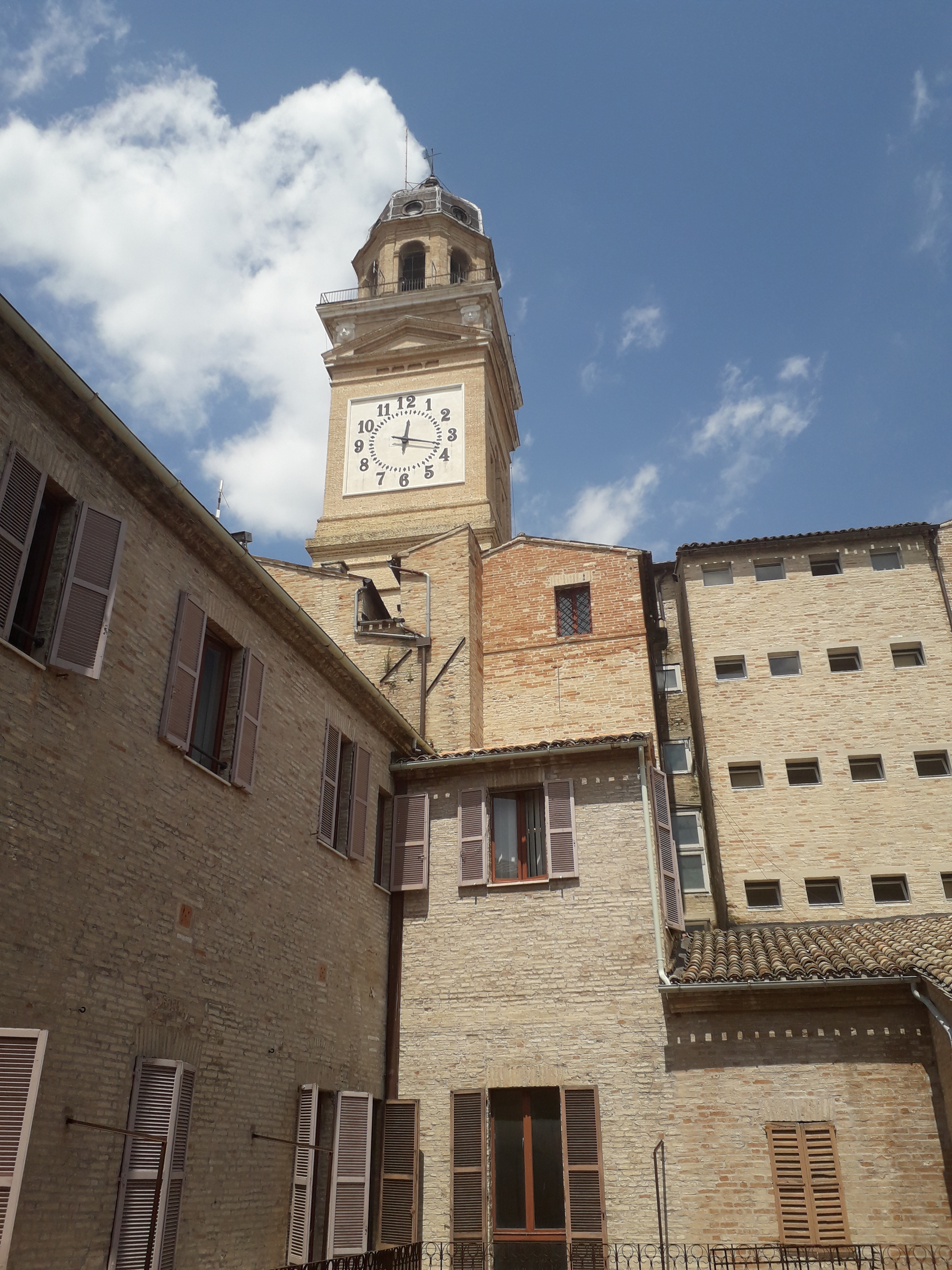
Torre vista dal cortile di Palazzo Conventati

### Istruzione

#### Biblioteche
Numerose le biblioteche esistenti in città:
- Biblioteca comunale Mozzi Borgetti
- Biblioteca statale di Macerata
- Biblioteca storica Cassiano Beligatti
- Biblioteche dell'Università degli Studi di Macerata
- Istituto storico della Resistenza
- Archivio di Stato di Macerata

#### Istituti scolastici
A Macerata si trovano tutti gli istituti di istruzione superiore e tra di essi ricopre notevole importanza l'istituto d'istruzione superiore Giuseppe Garibaldi, per la formazione di tecnici e personale per lo sviluppo dell'agricoltura e l'ambiente rurale.

#### Università
Università degli Studi di Macerata
L'Università degli Studi di Macerata fu fondata nel 1290 con la lettura dell'editto in tutta la regione da parte di Bartolo da Sassoferrato che annunciava la fondazione di una scuola di diritto nella città. Dal 1965 è attivo il Centro di Studi Storici Maceratesi.
Accademia di belle arti di Macerata
L'Accademia di belle arti di Macerata fu istituita nel 1972 per affiancare all'università di tradizione plurisecolare anche un'Accademia artistica.

#### Musei

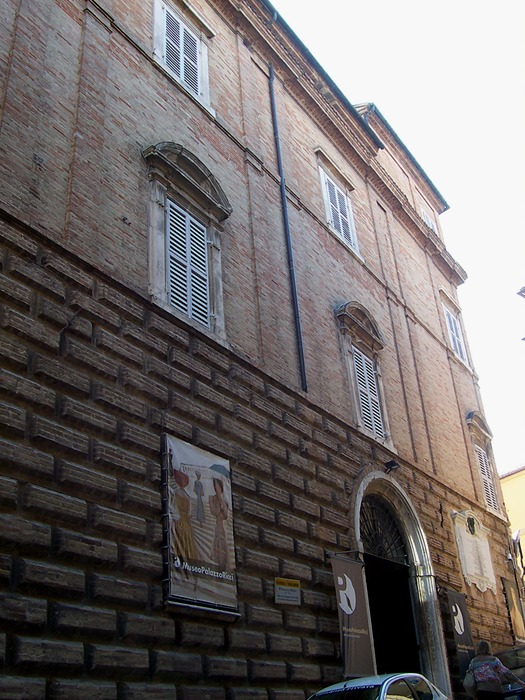
Museo di Palazzo Ricci

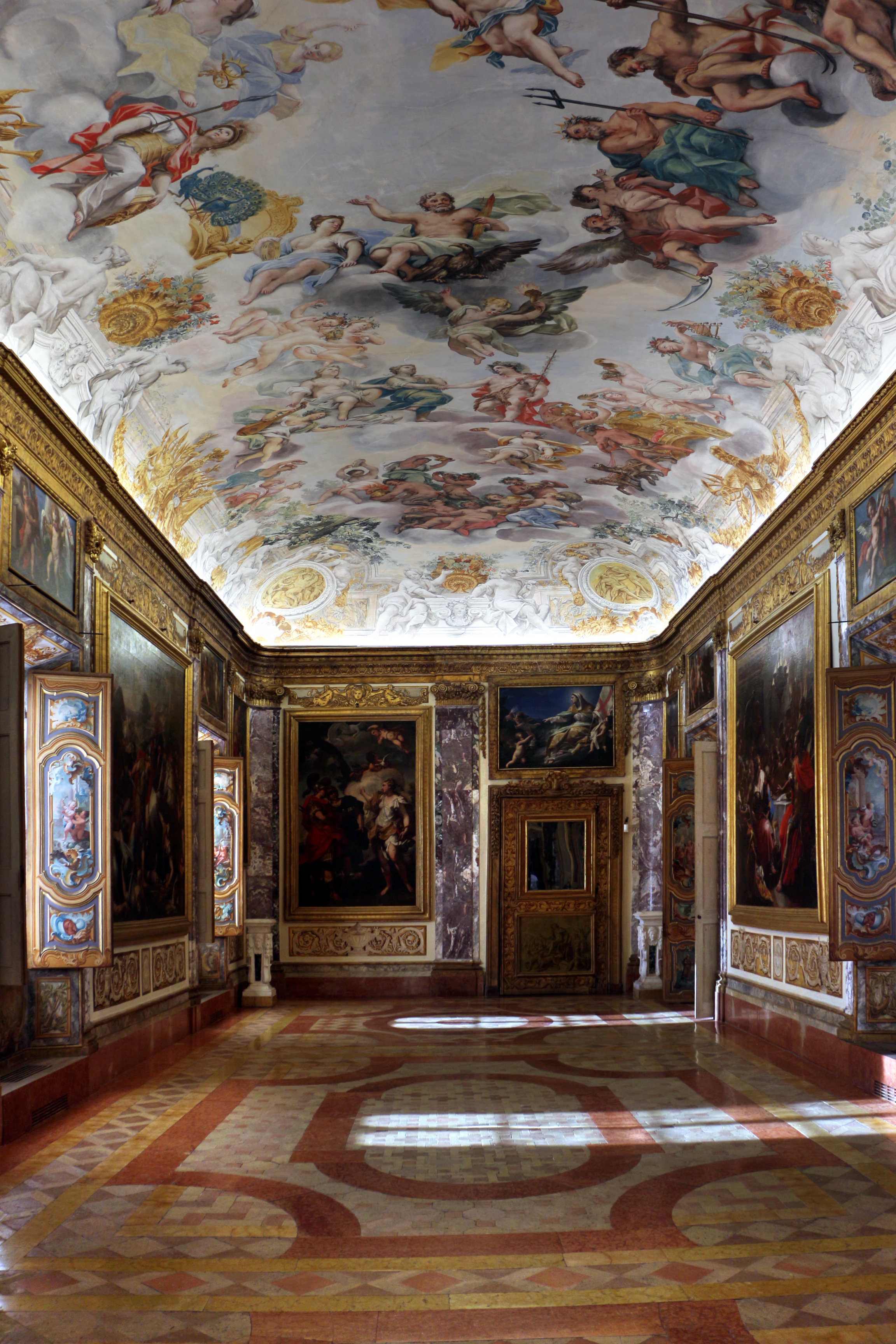
Sala dell'Eneide di Palazzo Buonaccorsi

- Musei civici di Palazzo Buonaccorsi
  - Pinacoteca comunale[65]
  - Museo della carrozza[66]
- Museo di storia naturale di Macerata[67]
- Museo Palazzo Ricci (in cui è conservata la Collezione del Novecento italiano)
- Ecomuseo delle case di terra a Borgo Villa Ficana (rappresentazione della vita quotidiana dei contadini)
- Museo del Risorgimento (in allestimento)
- Museo della Scuola Paolo e Ornella Ricca
- Museo diocesano di Macerata
- Museo del Cinema
- Meseo della tessitura - La Tela
- Museo Tipologico del Presepe[68]

### Istituzioni culturali

#### Accademia dei Catenati

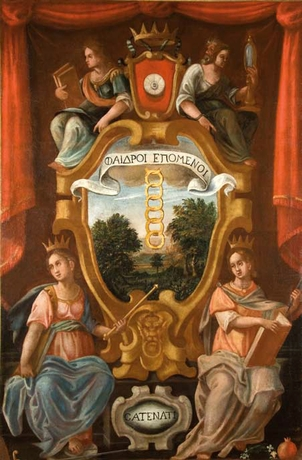
Stemma con motto dell'Accademia dei Catenati. Opera del cavaliere Sforza Compagnoni

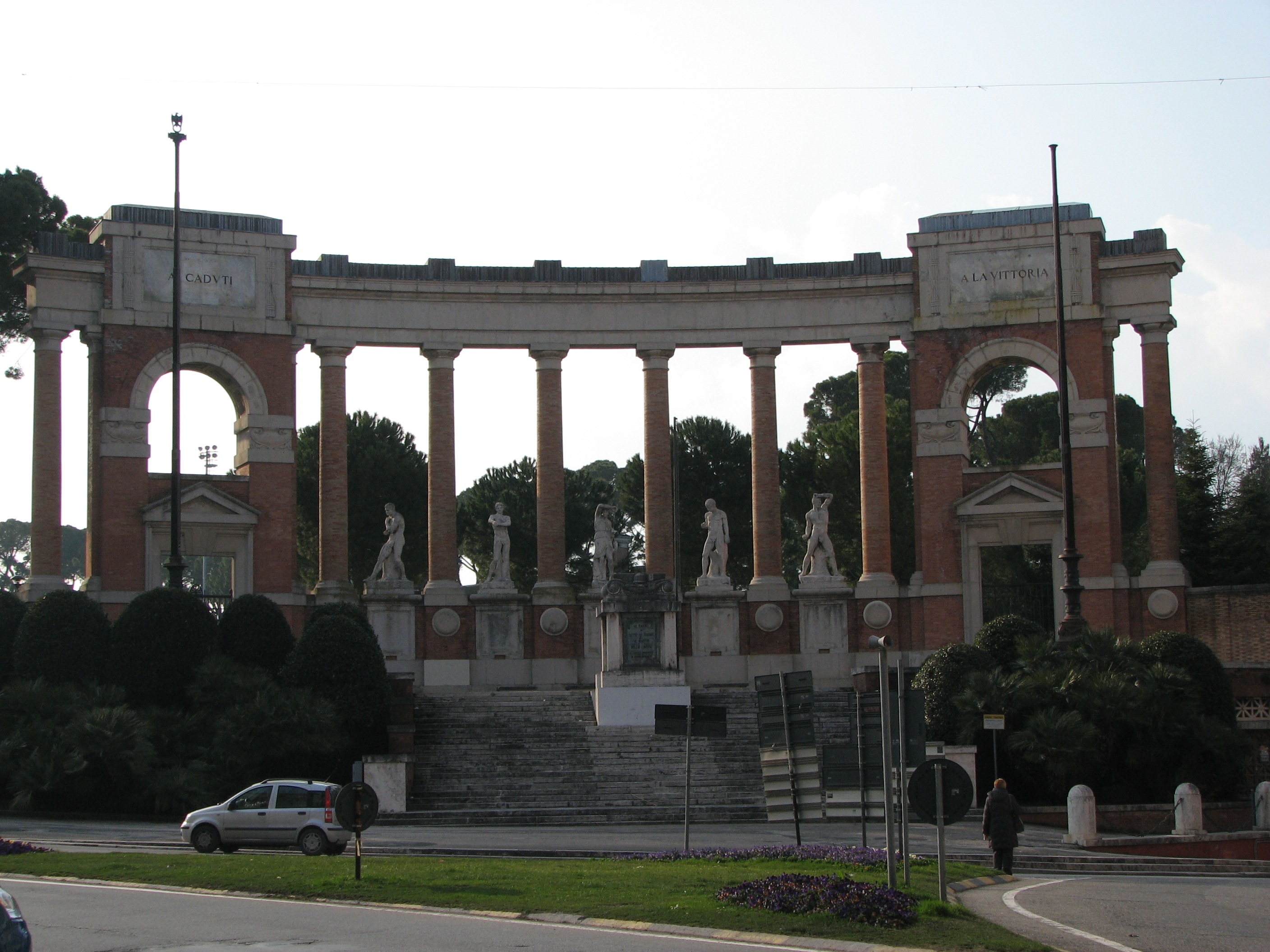
Monumento della Vittoria

L'Accademia dei Catenati è un antico sodalizio culturale sorto a Macerata nella seconda metà del XVI secolo con lo scopo di far rinascere la cultura nell'Italia centrale. Rappresenta uno dei più antichi cenacoli letterari d'Italia, tuttora attivo.

#### Società filarmonica
All'inizio dell'Ottocento, Macerata era parte del Regno Italico. E come praticato nelle più importanti città europee assoggettate all'autorità di Napoleone Bonaparte, anche qui si volle creare un circolo per gentiluomini anche al fine di dare maggiore lustro alla città. Venne così istituita il 12 dicembre 1808 la "Società filodrammatica". Il circolo ebbe per primaria finalità l'intrattenimento nelle sale da gioco, il ballo, gli incontri conviviali, rappresentazioni teatrali e liriche. Per molti anni il circolo ospitò anche una sala per la scherma. Il circolo, denominato Società filarmonica è tuttora operante con le finalità originarie. La società dispone anche di una moderna sede estiva..

### Cucina
Il piatto tipico maceratese sono i Vincisgrassi alla maceratese anche noti come "svinci". Il piatto connota Macerata e la sua area, tanto che il suo nome è stato adottato dall'omonimo gruppo maceratese di pop demenziale. Invece gli gnocchi o le tagliatelle con la papera sono piatti tradizionali della festa del patrono, San Giuliano.

### Eventi

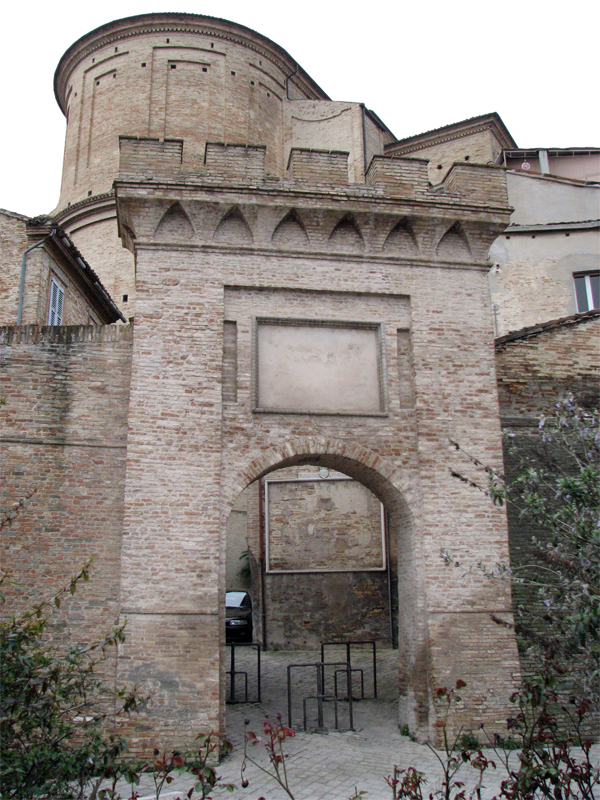
Porta San Giuliano

- Macerata opera festival
- Musicultura
- Rassegna di Nuova Musica

## Geografia antropica

### Quartieri

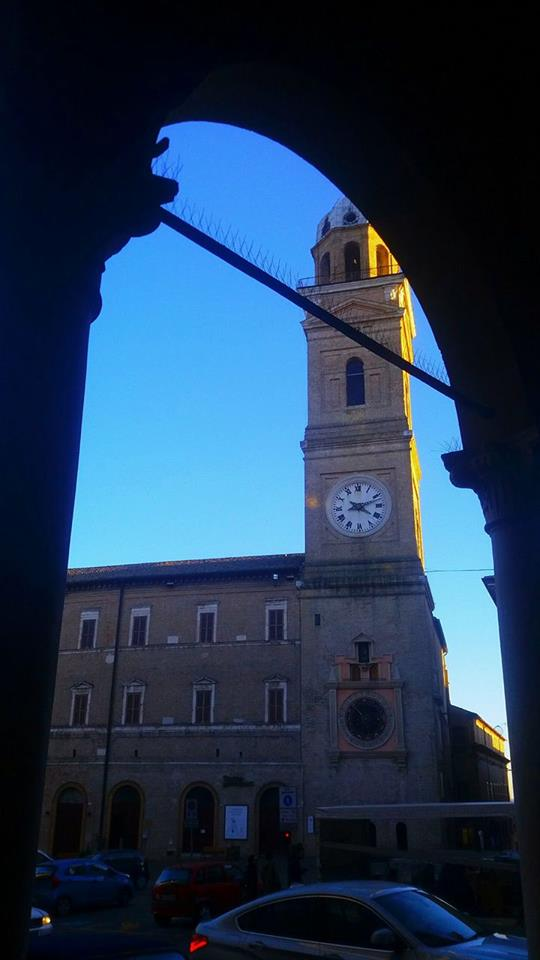
Torre civica - Piazza della Libertà

- Il Centro Storico (Piazza della Libertà)
- Borgo San Giuliano ("Le Fosse")
- Corso Cairoli ("Le Casette")
- Corso Cavour - Piazza Pizzarello
- Stadio - Due Fonti - Terria - Fontezucca
- Fontescodella - Tribunale
- Rione Marche
- La Pace
- Santa Croce - Borgo Ficana
- Colleverde - Montalbano
- Collevario
- San Francesco - Spalato
- Vergini
- Santa Lucia - Corneto
- Montanello - Madonna del Monte
- Villa Potenza
- Sforzacosta
- Piediripa

## Economia
Sorgono nel territorio numerose filiali di aziende multinazionali, tra cui Eismann, Gi Group, Seat Pagine Gialle, Adecco, El.En..
Significativa è anche la presenza di attività artigianali, come quella della produzione di strumenti musicali a fiato e della tessitura finalizzata alla realizzazione di tappeti e di altri prodotti caratterizzati da motivi artistici pregiati; importanti sono anche le lavorazioni orafe, della ceramica e del vimini.

## Infrastrutture e trasporti
La città ha due uscite della superstrada SS 77, Macerata ovest per chi proviene da Foligno e Macerata sud per chi proviene da Civitanova Marche. Entrambi sono situate a 6 km dalla città, ovvero nella frazione di Sforzacosta e nella zona industriale di Corridonia. Verso nord, ovvero Recanati, Loreto ha un percorso alternativo per Ancona, ci si serve del vecchio tracciato della SS 77 poi declassato a provinciale. Verso sud invece, ovvero Sarnano ed Ascoli Piceno ci si serve della Strada provinciale 78.
Da anni si parla di realizzare un'"intervalliva", una strada di scorrimento veloce che colleghi la valle del Chienti con la valle del Potenza, fungendo anche da Tangenziale per l'area urbana di Macerata; è in fase di progetto tramite la "Quadrilatero Marche-Umbria", mentre nel novembre del 2008 è stata aperta una galleria di circa 800 m che collega la parte sud con la parte nord della città, il che ha risolto la situazione critica che si creava nel centro della città intasata di veicoli soprattutto quelli pesanti.

### Ferrovie
Il territorio comunale è attraversato dalla ferrovia Civitanova Marche-Fabriano, servita da soli treni regionali.
All'interno del centro abitato si trovano tre stazioni ferroviarie: oltre alla stazione di Macerata, sita a breve distanza dal centro storico, si contano la stazione di Macerata Fontescodella, che serve i quartieri occidentali, e la stazione di Macerata Università, a servizio del polo Luigi Bertelli dell'Università degli studi di Macerata e dei quartieri Vallebona e Vergini.
Nelle frazioni di Piediripa e di Sforzacosta ci sono due ulteriori stazioni, rispettivamente denominate Corridonia-Mogliano e Urbisaglia-Sforzacosta.

## Amministrazione

### Gemellaggi
- Weiden in der Oberpfalz, dal 1963
- Issy-les-Moulineaux, dal 1982
- Floriana, dal 2007[72]
- Kamez, dal 2010
- Taicang, dal 2020
- Lanciano, dal 3 giugno 2023

## Sport

### Calcio
Nel comune sono attive diverse società calcistiche sia maschili che femminili: la più importante nel maschile è la Società Sportiva Maceratese 1922, sorta nel 1922 dalla fusione di altre squadre cittadine (Robur 1905, poi rifondata, Virtus e Macerata Helvia Recina F.C.) che milita in Serie D. Il sodalizio ha disputato numerosi campionati di Serie C ed uno di Serie B.
Poi c'è la Polisportiva Giovanile Salesiana Robur Macerata 1905 (quartiere Corso Cairoli), la più antica società calcistica cittadina, che si occupa solo del settore giovanile e della scuola calcio. Le altre squadre di calcio della città sono: la Cluentina, squadra di calcio della frazione Piediripa, che disputa gli incontri del campionato di Promozione allo Stadio "Tonino Seri" di Collevario; l'A.S.D. Atletico Macerata gioca allo stadio dei Pini e l'A.S.D. Vigor Macerata, fondata anni fa col nome Rione Pace nel quartiere Pace, gioca al Campo Sportivo S. Giuliano, e militano entrambe in Seconda Categoria; l'Helvia Recina, squadra di calcio della frazione di Villa Potenza e lo Sforzacosta, squadra di calcio dell'omonima frazione, militano invece in Terza Categoria. 
In passato c'erano squadre che poi hanno chiuso l'attività sportiva: la Gruppo Sportivo Cairoli (quartiere Corso Cairoli), la Dinamo Vergini, il Madonna del Monte, la Sportiva Fulgor (Quartiere centro storico zona Duomo), la Giorgiana (Quartiere centro storico chiesa San Giorgio) che per decenni ha giocato allo stadio dei Pini e poi a Collevario, l’Invicta (quartiere corso Cavour) e il Santa Croce che diedero vita al Macerata Calcio e la Vis Macerata, che in anni differenti hanno raggiunto i massimi campionati regionali (Eccellenza/Promozione).
Per quanto riguarda il calcio a 11 femminile c'è la YFIT Macerata nata nel 2017, nel 2019 vince la Coppa Italia del campionato di Eccellenza e fino a oggi ha 5 squadre del settore giovanile.
Per il calcio a 5 in città si annoverano il CUS Macerata, che milita in Serie B, l'Invicta Futsal ed il Bayer Cappuccini in Serie C2.

### Pallavolo
La "Pallavolo Macerata Medstore Tunit" (già Associazione Sportiva Montalbano Volley) è una società maschile con sede a Macerata che milita nel campionato di Serie A3. La società svolge parte delle attività giovanili nell'impianto di Via F.lli Cervi, nel quartiere di Colleverde Montalbano, mentre la prima squadra disputa gli incontri casalinghi al PalaMacerata Forum lo storico Palas di Fontescodella dove l'ASV Lube iniziò negli anni '90 la sua avventura pallavolistica, prendendo il titolo in serie C, dalla Azzurra Volley Macerata e portando il primo scudetto e la prima coppa dei campioni europea a Macerata. Nel marzo 2023 la città ha ospitato le fasi finali della Coppa Italia di Pallavolo maschile della Serie A3.
L'Helvia Recina Volley Macerata è una società femminile con sede a Macerata che milita nel campionato di Serie A1.

### Baseball
La Macerata Angels Baseball Club è la principale società di baseball di Macerata, militante nel campionato di Serie A2.

### Ciclismo
Macerata è stata negli anni città di arrivo delle seguenti tappe del Giro d'Italia:
| Anno | Tappa | Partenza | km    | Vincitore di tappa  | Maglia rosa        |
| ---- | ----- | -------- | ----- | ------------------- | ------------------ |
| 1920 | 5ª    | Chieti   | 231,7 | Leopoldo Torricelli | Angelo Gremo       |
| 1931 | 3ª    | Ravenna  | 288   | Alfredo Binda       | Alfredo Binda      |
| 1974 | 8ª    | Chieti   | 150   | Franco Bitossi      | José Manuel Fuente |
| 1998 | 10ª   | Vasto    | 212   | Mario Cipollini     | Alex Zülle         |

È stata inoltre sede di partenza delle seguenti tappe del Giro d'Italia:
| Anno | Tappa | Arrivo           | km    | Vincitore di tappa | Maglia rosa        |
| ---- | ----- | ---------------- | ----- | ------------------ | ------------------ |
| 1920 | 6ª    | Bologna          | 282,3 | Jean Alavoine      | Angelo Gremo       |
| 1931 | 4ª    | Pescara          | 234   | Alfredo Binda      | Alfredo Binda      |
| 1974 | 9ª    | Monte Carpegna   | 191   | José Manuel Fuente | José Manuel Fuente |
| 1998 | 11ª   | San Marino (SMR) | 214   | Andrea Noè         | Alex Zülle         |

Periodicamente Macerata è tappa della Tirreno-Adriatico.

### Altri sport
Per il rugby è attiva l'Amatori Rugby Macerata, fondato nel 2006 che disputa il campionato nazionale di serie C nel girone Marche.
Nel softball ha sede in città il Softball Mosca Macerata, fondata nel 1973, che ha al suo attivo diversi risultati importanti, tra i quali citiamo: una Coppa dei Campioni e diversi titoli italiani ed europei.
Riguardo alla pallacanestro si può citare l'A.B.M. Associazione Basket Maceratese che ha militato nel campionato regionale di serie C1 nella stagione 2009/2010.
Per il tennis citiamo l'Associazione Tennis Dilettantistica "Claudio e Geo Giuseppucci", che svolge attività in campo regionale e nazionale ed è arrivata, alcuni anni fa, al 18º posto della graduatoria nazionale per società; è insignita della Stella d'oro del CONI al merito sportivo.
L'Hockey su prato è nato in città nel 1934, la squadra locale è l'Ass.Ca.Ri.Ma Sez.Hockey.
Nella città hanno sede due associazioni sportive dilettantistiche di softair, l'LRRP Softair Macerata e il Phoenix Softair Team Macerata.
Per il pugilato si trova l'ASD Macerata Boxing Club affiliata alla FPI.

### Città europea dello Sport
Per il 2022 Macerata si è aggiudicata il titolo di Città europea dello sport.